# 라라랜드 (라디오 프로그램)
라라랜드는 OBS 라디오에서 평일 오후 4시 4분, 주말 오후 4시에 방송한 프로그램이다.

## 역사
2023년 3월 30일 OBS 라디오 개국과 함께 첫방송을 시작했으며, 원래는 오후 4시 4분에 방송됐으나, 2023년 8월 14일부터 저녁 6시로 시간대를 이동했으나, 2024년 2월 19일부터 다시 오후 4시 4분으로 이동했다가 2024년 6월 2일 방송을 마지막으로 1년 만에 완전히 종방되었다.

## 역대 진행자
| 대수 | 진행자          | 진행 기간                         |
| ---- | --------------- | --------------------------------- |
| 1대  | 이상희 아나운서 | 2023년 3월 30일 ~ 2024년 2월 18일 |
| 2대  | 최지혜 아나운서 | 2024년 2월 19일 ~ 2024년 6월 2일  |

## 역대 방송시간
| 방송 채널  | 방송 기간                         | 방송 시간              | 비고   |
| ---------- | --------------------------------- | ---------------------- | ------ |
| OBS 라디오 | 2023년 3월 30일 ~ 2023년 8월 11일 | 평일 오후 4시 4분~5시  | 본방송 |
| OBS 라디오 | 2023년 3월 30일 ~ 2023년 8월 11일 | 익일 오전 4시~4시 57분 | 재방송 |
| OBS 라디오 | 2023년 8월 14일 ~ 2024년 2월 18일 | 매일 오후 6시~8시      | 본방송 |
| OBS 라디오 | 2024년 2월 19일 ~ 2024년 6월 2일  | 평일 오후 4시 4분~5시  | 본방송 |
| OBS 라디오 | 2024년 2월 19일 ~ 2024년 6월 2일  | 주말 오후 4시~5시      | 본방송 |
| OBS 라디오 | 2024년 2월 19일 ~ 2024년 6월 2일  | 매일 오전 2시~3시      | 재방송 |